# دگتیارکا
دگتیارکا (به لاتین: Degtyarka) یک منطقهٔ مسکونی در روسیه است که در سرزمین آلتای واقع شده‌است.